# Неплатоспроможний медовий місяць
Неплатоспроможний медовий місяць (англ. A Bankrupt Honeymoon) — американська короткометражна кінокомедія режисера Льюїса Сейлера 1926 року.

## У ролях
- Гарольд Гудвін — Гарольд Пемброк
- Ширлі Палмер — Ширлі Лі
- Френк Біл — батько Ширлі
- Гаррі Данкінсон — юрист Гарольда
- Олівер Харді — водій таксі
- Сідні Брейсі — дворецький